# 库特纳霍拉
庫特納霍拉（捷克語：Kutná Hora，捷克語發音：[ˈkutnaː ˈɦora] ⓘ；中世紀捷克語：Hory Kutné，中文为库滕贝格）是捷克共和国中波希米亚州的一个城市。这座城市在十二世纪由日尔曼人作为定居点而创建。13世纪末时已发展为波希米亚地区最具活力和最富裕的城市之一。周围富有银矿，金属锻造业发达。当时，该城仅次于布拉格，是波希米亚地区的第二大城。在15世纪20年代的胡斯战争期间，该城的大部分日尔曼人口被屠杀，城市开始衰败。今天，库特納霍拉的旧城被联合国教科文组织列为世界文化遗产。

## 地理位置
库特納霍拉是一座中波希米亚（捷克共和国）周边的小城市，在布拉格以东70公里，距易北河10公里，位于Vichlice河畔的高地上。该城的捷克语名字Kutná Hora是因为该高地东面平缓增高而西面陡然下降的特殊地形而起。

## 简史
1142年西多会教士在现今该城区域内的一处建立了一座修道院。Kuttenberg（库滕贝格）本意为‘僧袍山’，传说一位修士在葡萄坡上发现银矿石，脱下自己的僧袍为记号，该城由此得名。随着银矿的发现，大约在1260年成为日尔曼矿工的定居点。之后规模迅速扩大，逐渐形成城市。作为纪念，两处银加工作坊保存至今。
波希米亚国王瓦茨拉夫二世在1300年赋予该城铸币权，直到1547年，著名的德意志钱币（der Prager Groschen）一直在此铸造。在此期间，库特納霍拉发展成为仅次于布拉格的第二大波希米亚城市。
由于该城在当时成为重要的军事贸易中心，德意志国王阿尔布雷希特一世于1304年攻占了该城。并加速了城墙修建，城墙的一部分到今天仍然保存完好。从保存至今的部分恢宏宗教建筑可以想见该城当时的繁盛程度。
城市于1424年在胡斯战争期间遭到严重毁坏，随之而来的是财富转移和人口外迁。
从1470年开始城市迎来了新的繁荣。弗拉迪斯拉夫·亚盖隆斯基在此地加冕为波希米亚国王。1485年波希米亚的胡斯派教徒和天主教徒在该城达成了和平协议。今天城市中最老的民居建筑即起源于这一时期。
从1627年起，随着耶稣会士在该城的定居，大部分胡斯教徒居民被天主教徒化。
在16世纪随着银矿资源的逐渐枯竭，该城失去了其重要性。在七年战争之后，于1727年，该城的铸币权被收回。
从1770年至1823年间的新建奠定了今日城市的基本面貌。19世纪兴起的捷克民族主义运动第一次将该城列入纪念文物的保护范围。1995年，库特納霍拉被联合国教科文组织列入世界文化遗产名录。

## 经济状况
库特納霍拉于1870年接入铁路网。从此以后开始了工业化过程。当时成立的烟草加工工厂至今仍可见到。铅和锌的矿藏资源在二战之后逐渐枯竭。

## 外部連結
- Municipal website （页面存档备份，存于）